# Ефремов, Иван Владимирович
Ива́н Влади́мирович Ефре́мов (род. 9 марта 1986 года) — тяжелоатлет Узбекистана, заслуженный мастер спорта Республики Узбекистан (2018).

## Карьера
На юниорском чемпионате мира 2005 года в категории до 105 кг Иван показал 11-й результат (143 кг + 182 кг = 325 кг).
В 2007 году закончил отделение тяжелой атлетики Республиканского колледжа олимпийского резерва.
На чемпионате мира 2007 года Ефремов в категории до 94 кг был 19-м (164 кг + 199 кг = 363 кг).
На чемпионате Азии 2008 года с результатом 160 кг + 194 кг = 354 кг Иван стал пятым в категории до 94 кг.
На чемпионате Азии 2009 года в рывке поднял 172 кг, результат в толчке (213 кг) был лучшим в его весовой категории (до 105 кг). Это позволило Ивану с суммой 385 кг стать бронзовым призёром чемпионата.
На Азиатских играх 2010 года с результатом 182 кг + 218 кг = 400 кг завоевал серебро Азиады.
На чемпионате мира 2010 года Иван Ефремов в категории до 105 кг стал пятым (181 кг + 221 кг = 402 кг).
На чемпионате мира 2011 года Иван в категории до 105 кг стал 11-м при сумме 390 кг.
В 2012 году Иван участвовал в Олимпиаде-2012, где с результатом 183 кг + 218 кг = 401 кг стал пятым.
На Азиатских играх 2014 года с результатом Иван, выступая в абсолютной категории, был шестым при результате 414 кг.
На чемпионате Азии 2015 года завоевал малое золото в рывке (193 кг), в толчке был третьим (220 кг). Это позволило Ивану стать бронзовым призёром чемпионата континента второй раз, на этот раз в абсолютной категории.
На чемпионате мира 2015 года в состязаниях в весовой категории до 105 кг в рывке поднял 192 кг и получил малое «золото». Но в толчке Иван, подняв 204 кг, не справился со штангами в 215 и 216 кг. Показанный результат позволил Ефремову стать лишь восьмым.
На чемпионате Азии 2016 года завоевал серебро.
Мастер спорта международного класса, Заслуженный мастер спорта Республики Узбекистан.